# آراس‌اس کوراگوس
آراس‌اس کوراگوس (به انگلیسی: RSS Courageous) یک کشتی بود که طول آن ۵۵٫۰ متر (۱۸۰ فوت ۵ اینچ) بود.